# Michiyo Fujimaru
Michiyo Fujimaru (藤丸 真世, Fujimaru Michiyo), née le 6 avril 1979 à Chōfu, est une nageuse synchronisée japonaise.

## Carrière
Lors des Jeux olympiques de 2004 à Athènes, Michiyo Fujimaru remporte la médaille d'argent en ballet avec Miho Takeda, Yoko Yoneda, Yuko Yoneda, Juri Tatsumi, Saho Harada, Naoko Kawashima, Kanako Kitao et Emiko Suzuki.